# Alone and Forsaken
Alone and Forsaken è un brano musicale scritto dal famoso cantautore country Hank Williams pubblicato nel 1955, postumo, come lato B del singolo A Teardrop on a Rose. È uno dei brani più conosciuti dell'artista, contenuto in molte raccolte e reinterpretato da molti artisti.

## Cover
Nel 2010 è stato suonato dal vivo a Los Angeles da Dave Matthews e Neil Young durante il telethon Hope for Haiti Now: A Global Benefit for Earthquake Relief organizzato da George Clooney volto alla raccolta di fondi per la popolazione di Haiti reduce dal terremoto e pubblicato in seguito sull'album Hope for Haiti Now.
Il brano è stato inserito nel videogioco sviluppato da Naughty Dog: The Last of Us. 
Altre reinterpretazioni degne di nota:
- Bill Darnel - singolo nel 1952[4]
- Social Distortion - lato B di Cold Feelings (1992), presente nella versione deluxe di Somewhere Between Heaven and Hell (1997) e pubblicato in una diversa versione nell'album Hard Times and Nursery Rhymes (2011)
- Emmylou Harris e Mark Knopfler - Registrato per il disco tributo all'artista Timeless: Hank Williams Tribute[5] (2001) e pubblicato nell'album Songbird: Rare Tracks and Forgotten Gems (2007)
- Hank Williams Jr.
- Gary Burton - su Tennessee Firebird (1966)
- Floyd Cramer
- Chet Atkins - su More of that Guitar Country (1965)
- Tony Rice
- The Mekons
- 16 Horsepower - su Folklore (2002)
- Neko Case
- The Coffinshakers